# FSV Algermissen
Der FSV Algermissen (vollständiger Name: Fußball- und Sportverein Algermissen von 1911/1990 e. V.) ist ein Sportverein aus Algermissen im Landkreis Hildesheim. Die größten Erfolge feierte der Club in den 1930er Jahren, als die Fußballmannschaft sechs Jahre lang der seinerzeit erstklassigen Gauliga Niedersachsen angehörte. Die Spieler des Vereins sind unter dem Namen „Schwarze Elstern“ bekannt. Neben Fußball bietet der FSV Algermissen noch Darts und Selbstverteidigung an.

## Geschichte

### Strukturelle Entwicklung
Der Verein wurde am 5. Mai 1911 als FC Britannia Algermissen gegründet. Am 26. Dezember 1918 folgte die Umbenennung in SV Algermissen 11. Nach dem Zweiten Weltkrieg fusionierte der Club mit den Vereinen TV Eintracht Algermissen und Jahnbund Algermissen zum TSV Algermissen. Seit dem 13. Mai 1961 trug der Verein wieder den Namen SV Algermissen 11. Im Jahre 1990 spalteten sich unzufriedene Mitglieder unter dem Namen FC Algermissen ab. Zum 1. Juli 2019 löste sich der FC Algermissen wieder auf. Die Mitglieder traten dem SV Algermissen bei, der sich in FSV Algermissen umbenannte.

### Frühe Jahre (1911 bis 1933)
Der sportliche Aufschwung des SV Algermissen begann mit dem Bau des Sportplatzes am Grasweg im Jahre 1927. Gleichzeitig wurde das Vereinswappen geändert, in dem nun eine Elster abgebildet war. Außerdem wurden gelb und grün zu den neuen Vereinsfarben, um die Verbundenheit mit der Landwirtschaft zu verdeutlichen. Zu dieser Zeit stellten die drei Familien Bettels, Deppe und Willer fast die komplette Mannschaft, die 1930 in die damals zweitklassige Bezirksliga aufstieg. Zwei Jahre später sicherten sich die Algermisser nach einem Kopf-an-Kopf-Rennen mit Werder Hannover die Staffelmeisterschaft und stieg nach einem 6:0-Sieg über Germania Wolfenbüttel am 19. Juni 1932 in die erstklassige Oberliga Südhannover-Braunschweig auf.
Dort wurden die Schwarzen Elstern dank ihres gefürchteten Kombinationsspiels zum Favoritenschreck. Die „schwarzen Elstern“ gewannen mit 3:1 bei Eintracht Braunschweig und 1:0 bei Hannover 96. Am Saisonende wurde der SVA Vizemeister hinter dem SV Arminia Hannover. Im Spitzenspiel im Stadion am Bischofsholer Damm kamen die Algermisser nicht über ein 2:2 hinaus. In der Endrunde um die Norddeutsche Meisterschaft 1933 schlug die Mannschaft zunächst den Schweriner FC 03 und spielte gegen den VfB Komet Bremen remis. Am letzten Spieltag reisten die „schwarzen Elstern“ zum Hamburger SV und standen dicht vor einem Sensationssieg. Erst kurz vor dem Abpfiff konnten die Hamburger durch Otto Henneberg noch den Siegtreffer erzielen.
Die in München erscheinende Zeitschrift Fußball lobte die Algermisser Mannschaft, dessen „Aufstieg zu sensationell und mit geradezu faszinierender Sicher- und Stetigkeit vor sich ging. Ein Dort wurde berühmt durch seine Fußballmannschaft“. Für eine Anekdote sorgten die Anhänger der „schwarzen Elstern“. Rund 100 SV-Fans reisten eingepfercht auf zwei LKW mit einer Spitzengeschwindigkeit von 28 km/h nach Hamburg und kamen nach zehn Stunden Reise dort an.

### Gauliga (1933 bis 1945)

Logo SV Algermissen

Der SVA qualifizierte sich für die neu geschaffene Gauliga Niedersachsen. In den ersten Jahren der Gauliga gehörten die „Schwarzen Elstern“ zu den Spitzenmannschaften und konnten 1934 und 1936 jeweils den dritten Platz belegen. Großen Anteil an den Erfolgen hatte die Heimstärke der Mannschaft. Gleich am ersten Spieltag der Saison 1933/34 wurde Werder Bremen mit 2:1 besiegt und gegen Hannover 96 konnte der SV Algermissen beide Spiele gewinnen. Am Saisonende wurde Algermissen Dritter hinter Werder Bremen und Arminia Hannover. 1936 wurden die „Schwarzen Elstern“ erneut Dritter dank Heimsiegen über Hannover 96 (3:1), Eintracht Braunschweig (4:1) und Arminia Hannover, die gar mit 5:1 bezwungen wurde.
Im Jahre 1936 qualifizierte sich der SV Algermissen für den Tschammerpokal, den Vorläufer des DFB-Pokals. In der ersten Runde schied die Mannschaft nach einer 1:4-Niederlage gegen Werder Bremen aus. In der Saison 1936/37 wurden die Algermisser Vierter, wobei eine 1:2-Niederlage gegen Viktoria Wilhelmsburg einen erneuten dritten Platz verhinderte. Gegen Ende der 1930er Jahre ging es für die Mannschaft bergab. In der Saison 1937/38 gelang nochmal ein 1:0-Sieg gegen den späteren deutschen Meister Hannover 96. Ein Jahr später stieg die Mannschaft ohne Sieg und mit 2:34 Punkten als abgeschlagener Tabellenletzter aus der Gauliga ab. Tiefpunkt der Saison war eine 0:9-Niederlage gegen den MSV Jäger 7 Bückeburg.

### Nachkriegszeit (1945 bis 1976)
Im Jahre 1946 erreichten die Algermisser die Aufstiegsrunde zur erstklassigen Oberliga Niedersachsen-Süd, scheiterten dort aber am MTV Braunschweig. Ein Jahr später wurde die Mannschaft in die zweitklassige Landesliga Hildesheim aufgenommen, wo sie sich 1949 knapp für die neu geschaffene, zweitklassige Amateuroberliga Niedersachsen qualifizierte. Mit der Saison 1950/51 endete die große Zeit des Algermisser Fußballs. Mit 5:63 Punkten und 26:177 Toren stieg die Mannschaft als abgeschlagene Tabellenletzter ab. Gegen den Wolfenbütteler SV gab es zweimal zehn Gegentore, beim TuS Celle verlor man mit 2:12 und beim VfR Osterode 08 mussten die „schwarzen Elstern“ eine 1:17-Niederlage hinnehmen.
Es folgten drei Jahre in der Amateurliga Hildesheim, ehe es im Jahre 1954 zurück in die Bezirksklasse ging. Zwischen 1956 und 1960 spielte die Mannschaft nochmal in der Amateurliga Hildesheim und wurde dort im Jahre 1958 Dritter. Nach der Ligareform von 1964 erreichten die Algermisser die fünftklassige Bezirksliga Hildesheim, kam dort aber über Mittelfeldplätze nicht hinaus. 1971 gelang der Klassenerhalt erst nach einem 1:0-Sieg im Entscheidungsspiel gegen den SSV Nörten-Hardenberg. Zwei Jahre später folgte der Abstieg in die Bezirksklasse. Im Jahre 1975 stieg der SVA wieder auf und musste prompt wieder runter. Das Entscheidungsspiel gegen den TSV Giesen endete 2:2 nach Verlängerung. Im Elfmeterschießen setzten sich die Giesener mit 5:4 durch.

### Niedergang (1976 bis 2019)
Eine erneute Ligareform im Jahre 1979 brachte den Verein in den Bezirk Hannover, wo die Algermissener in die Bezirksliga eingeteilt wurden. Aus dieser stieg der Verein prompt in die Bezirksklasse ab und wurde in der folgenden Saison 1979/80 in die Kreisliga Hildesheim durchgereicht. Erst im Jahre 1986 gelang der Wiederaufstieg in die Bezirksklasse, ehe es im Jahre 1990 wieder hinunter in die Kreisliga und ein Jahr später sieglos runter in die 1. Kreisklasse ging. Nach zwei Aufstiegen in Folge waren die „Schwarzen Elstern“ wieder zurück in der Bezirksklasse, wo der SVA nach der Jahrtausendwende zu einer Spitzenmannschaft wurde. Höhepunkt war die Saison 2003/04, wo die Algermisser Vizemeister hinter dem TuS Hasede wurden.
Die Vizemeister trugen Entscheidungsspiele um einen weiteren Aufsteiger in die Bezirksliga aus. Zunächst wurde im Halbfinale der VfR Eversen mit 1:0 besiegt. Das Finale wurde jedoch gegen den TuS Steyerburg mit 0:1 verloren. Zwei Jahre später gelang bei der Ligareform von 2006 erst nach der Relegation die Qualifikation für die Bezirksliga. Hier setzte sich der SVA gegen den TSV Kemnade und dem VfB Oedlum durch. Seit dem Abstieg im Jahre 2008 spielte der SVA in der Kreisliga Hildesheim, bis in der Saison 2011/12 der Abstieg in die 1. Kreisklasse folgte.

### FSV Algermissen (seit 2019)
Nach der Verschmelzung startete der FSV Algermissen in der 1. Kreisklasse und schaffte auf Anhieb als Vizemeister hinter der SG Bettmar/Dinklar den Aufstieg in die Kreisliga Hildesheim.

## Stadion
Heimspielstätte des Vereins ist seit 1927 die GraswegArena, die früher unter dem Namen Sportplatz am Grasweg bekannt war. Im Jahre 1927 errichtete der Verein den Sportplatz, der sich im Algermisser Zentrum in der Nähe der Bahnstrecke Lehrte–Nordstemmen liegt. Das Material hierfür bekam der Verein von der Reichsbahn-Meisterei in Hildesheim, während die Vereinsmitglieder den Sportplatz in Eigenarbeit errichteten. Die GraswegArena bietet Platz für etwa 1.000 Zuschauer. Besonders in den 1930er Jahren war das Algermisser Stadion ein bei Gegnern und Schiedsrichtern gefürchtetes Pflaster. Mehrfach kam es zu Ausschreitungen und Spielabbrüchen. Die ehemalige deutsche Zeitschrift Fußball schrieb nach einem Spiel gegen Arminia Hannover im Januar 1935 dazu:

„Ein besonderes Kapitel sind die Ordner in Algermissen. Anstatt auf die Zuschauer beruhigend einzuwirken oder aber sich wenigsten ruhig zu verhalten, gaben sie, stolz an der Linie einhermarschierend, die tollsten vom Vereinsfanatismus geborenen Kommentare (meist auch noch über den Gegner) zum Besten. Hauptübel waren die überaus undisziplinierten Zuschauer, die sich wie verrückt aufführten.“